# Lado derecho del corazón
«Lado derecho del corazón» es una canción de la cantante italiana Laura Pausini publicada el 25 de septiembre de 2015. Es el primer sencillo que anticipa el más reciente álbum de estudio de la cantante italiana titulado Similares que saldrá a la venta el 6 y 13 de noviembre de 2015 en idioma italiano y castellano respectivamente.
La canción fue escrita por su compatriota el cantautor italiano Biagio Antonacci, es la tercera ocasión en el que Biagio escribe para Pausini, en el año 2000 con «Entre tú y mil mares» y en el 2004 con «Víveme».

## Lista de canciones
| Descarga digital |                                                   |          |  |
| N.º              | Título                                            | Duración |  |
| 1.               | «Lado derecho del corazón/ Lato destro del cuore» | 3:53     |  |

## Vídeo musical
El vídeo fue dirigido por Leandro Manuel Emede y Nicolò Cerioni para Sugarkane. Fue grabado entre Miami y Forlì.
El 2 de octubre se publicó el vídeo oficial de la canción por medio del canal de Warner Music Italy en la plataforma de YouTube.
Empieza el vídeo contando una búsqueda difícil, a través de las calles de una gran ciudad, de la noche al alba. Todo parece escaparse de las manos, justo como sucede en el cuarto del vídeo de Laura, donde una pintura blanca se reversa sin forma sobre las paredes que la rodean, pero el sentimiento de confianza prevalece, las atmósferas se vuelven menos halagadoras, y el lado derecho del corazón encuentra su otra mitad para completarse y amar de nuevo.
En el final, el corazón en un primer momento roto por la mitad se reconstruirá gracias a una nueva historia, que llevará a Pausini y quien está a su lado a caminar mano a mano.

«"El lado derecho del corazón es el lado más oculto, el más sombrío y vulnerable-, pero también el más verdadero para mí; es el lado de ir a descubrir siempre, porque se mueve de acuerdo a tu energía, tu fuerza y tu voluntad; es todo el misterio, el peso y el contrapeso del espacio maravilloso que tenemos en nuestro cuerpo. Una parte del corazón que solo completándose da el sentido a la vida y al amor."»
Laura Pausini durante una entrevista periodística en México

## Posicionamiento en  las listas

### Semanales
| Chile          | Chile Top 100 Singles            | 25 |
| España         | Top 50 Canciones (spanishcharts) | 15 |
| Estados Unidos | Latin Pop Songs                  | 26 |
| Italia         | Top Digital Download             | 2  |
| México         | México Spanish Airplay           | 17 |
| Unión Europea  | Euro Digital Songs               | 39 |

## Certificaciones
| País   | Organismo certificador                      | Certificación | Simbolización | Ventas | Ref.   |
| ------ | ------------------------------------------- | ------------- | ------------- | ------ | ------ |
| Italia | Federación de la Industria Musical Italiana | Oro           |               | 25 000 | [ 14 ] |

## Nominaciones
Los premios Grammy Latino fueron creados por la Academia Nacional de Artes y Ciencias de la Grabación para reconocer la excelencia en la industria de la grabación. Lado derecho del corazón obtuvo una nominación en la entrega del año 2016. 
| Año  | Trabajo nominado         | Categoría         | Resultado |
| ---- | ------------------------ | ----------------- | --------- |
| 2016 | Lado derecho del corazón | Grabación del año | Nominada  |